# Старший жуз
Великий або Старший жуз (каз. Ұлы Жүз — Ули-жуз), також Ак-арис  — казахський жуз, група родів і племен, що разом з племенами мінгів панували на території Семиріччя і сучасного Південного Казахстану та частині сучасної території західного Китаю та Узбекистану (Ташкентська область). Складався з племен дулатів, албанів, суанів, кангли, жалайир, сиргелі, шаншкили, шапирашти, сари-уйсин та інших. У XIX столітті чисельність Старшого жузу становила близько 550 тисяч людей.

## Роди і племена старшого жузу
Роди старшого жузу входили в племінний союз «уйсин», що походив від племені усунь.
- Дулати. Мешкали на берегах Ілі, а також в долинах Чу і Таласу і аж до середньої течії Сирдар'ї. Ділиться на чотири великі роди — ботпай, шимир, сіким і жанис.
- Шапирашти. Переважно заселяли передгір'я Заілійського Алатау та територію навколо сучасного міста Алмати.
- Албани. Проживали на південно-східній стороні гір Алтинемель, північній частині Заілійського Алатау, верхній течії Ілі, на берегах річок Текес та Чарин, на Кольсайських озерах.
- Суани. Жили на південно-східній стороні Джунгарського Алатау, передгір'ях Алтинемеля.
- Жалайири. Мешкали в передгір'ях Джунгарского Алатау, Аркарли, Малайсари, на берегах річок Каратал, Ілі та на південно-східному узбережжі озера Балхаш.
- Кангли. Займали територію сучасної Південно-Казахстанської області, схили Джунгарського Каратау.
- Сари-уйсини. Кочували переважно лівим берегом Ілі, в передгір'ях Заілійського Алатау, на правому березі Таласу, берегах річки Каргати до її злиття з Чу.
- Сиргелі. Жили в середній течії Чу, нижній течії Таласу, в передгір'ях Каратау, а також на території сучасної Південно-Казахстанської області, що межує з Узбекистаном і території сучасної Ташкентської області.
- Ошакти. Кочували в нижній течії Таласу, південно-східних відрогах Каратау.
- Шаншкили. Заселяли райони сучасної Південно-Казахстанської області на кордонах з Узбекистаном.
- Исти. Мешкали на узбережжі північного Балхашу і території сучасної Жамбилської області.